# № 13. Дом Эльпит-Рабкоммуна
«№ 13. Дом Эльпит-Рабкоммуна» — рассказ Михаила Булгакова, написанный в 1922 году. В произведении создан образ «нехорошей квартиры», который впоследствии получил своё развитие в романе «Мастер и Маргарита».
Рассказ впервые опубликован в «Красном журнале для всех» (1922, № 2).

## Сюжет
Доходный дом № 13 на Большой Садовой, принадлежавший господину Эльпиту, считался респектабельным. Здесь, помимо самого владельца, проживали директор банка, фабрикант, бас-солист, генерал, присяжные поверенные, доктора — люди небедные и известные. Управлял домом Борис Самойлович Христи, и порядок при нём был образцовый: лифты работали без перебоев, трубы прогревались своевременно, в кронштейнах на площадках горели лампы.
Однажды у ворот дома появилась табличка «Рабкоммуна». Прежние жильцы начали спешно покидать квартиры. В их комнатах поселились другие люди. Они развешивали в гостиных сырое бельё и ставили чадящие примусы. Хозяин, перебравшийся на другой конец Москвы, попросил управляющего Христи не покидать дом и следить, чтоб в «Эльпит-Рабкоммуну» подавали тепло.
Христи занимался ордерами на нефть, наблюдал за трубами и поддерживал отношения с «санитарным наблюдающим» Егором Нилушкиным. В один из морозных февральских дней возникла проблема с горючим. Нужно было потерпеть неделю, но жительница 50-й квартиры Аннушка Пыляева по прозвищу «Чума» не выдержала и растопила буржуйку. Тяга пошла к чёрному вентиляционному ходу, обитому войлоком, а оттуда — на чердак. Начался пожар.
Спасти дом не удалось. Жильцы в панике выкидывали из окон хозяйственную утварь. Христи, наблюдая, как обваливаются потолки и рушатся балки, впервые в жизни плакал. Аннушка Пыляева в панике бежала по улицам. Сначала она шептала, что засудят. Потом, успокоившись, сказала себе, что «люди мы тёмные, учить нас надо».

## Персонажи и прототипы

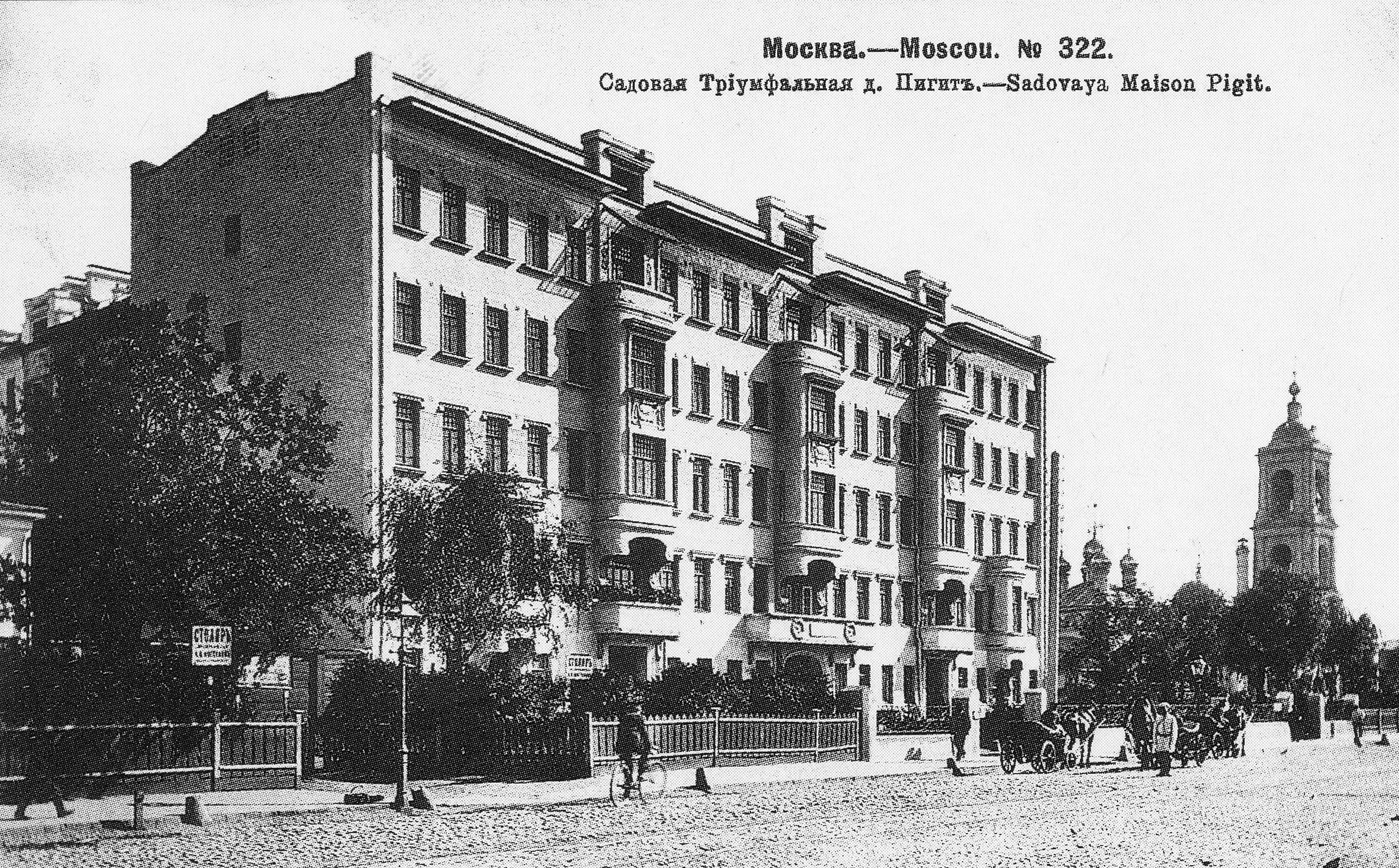
Дом Пигита на Большой Садовой, 10, ставший прообразом дома Эльпита

Дом Эльпита, по мнению писателя Владимира Лёвшина, — не фон и не источник сюжета, а полноправный герой повествования. Его прообразом служил доходный дом столичного купца Ильи Пигита, построенный в начале XX века на Большой Садовой, 10. Это было первое жильё Михаила Булгакова, переехавшего в Москву из Киева в 1921 году: писатель снимал комнату в 50-й квартире.
Под именем Бориса Самойловича Христи в рассказе выведен управляющий домом Илья Вениаминович Сакизчи. Прототипом домовладельца в послереволюционную пору стал не Пигит, который успел эмигрировать, а финансист Артур Манасевич (отец Владимира Лёвшина), выплачивавший управляющему деньги за то, чтобы тот сохранил систему отопления.
Упоминая среди жильцов «феноменального бас-солиста», Булгаков имел в виду Фёдора Шаляпина.
Представителями «Рабкоммуны», появившимися в доме после 1917 года, были в основном сотрудники располагавшейся неподалёку типографии; после их заселения обслуживание дома перешло в руки пролетариата. В активисте и общественнике Егоре Нилушкине старожилы узнали рабочего Никитушкина, «фигуру комическую», которого, несмотря на его грозные крики, никто не боялся.
Поджигательница Аннушка Пыляева ведёт свою «родословную» от соседки Булгакова из 34-й квартиры. Как вспоминала первая жена писателя Татьяна Лаппа, фамилия у соседки, отличавшейся скандальным нравом, была Горячева.

## Художественные особенности
Подлинным дьяволом, сжигающим дом, оказывается не демонический Христи и не бывший домовладелец Эльпит, как может показаться в начале рассказа, а народная темнота. <…> Писатель, как опытный автор детектива, сначала подсказывает читателю ложное решение, намекая, что грядущая катастрофа может случиться от инфернального Христи, чтобы затем  в финале подвести к настоящей разгадке происшедшего.
Главная тема рассказа связана, по мнению исследователей, с разрушением прежнего мироустройства и гибелью старой России. Описание дореволюционного быта с его проворными дворниками, массивными кожаными креслами, блеском телефонных аппаратов во многом восходит к роману Андрея Белого «Петербург». 
Лингвист Борис Гаспаров считает, что фамилия домовладельца выбрана не случайно: в ней сочетаются «ивритские корни со значениями „Бог“ и „катастрофа“».
Пожар, по утверждению автора Булгаковской энциклопедии Бориса Соколова, носит «апокалиптический характер» и подчёркивает, что революция «куда более катастрофична, чем прежний режим». Позже тему пожара писатель продолжил в рассказе «Ханский огонь» и романе «Мастер и Маргарита». Дома́ в подлинном смысле слова горят у писателя один за другим, отмечает литературный критик Владимир Лакшин.
Аннушка, названная литературоведом Евгением Яблоковым представительницей «агрессивной» группы булгаковских героинь, также появится в последующих произведениях Булгакова: её имя встречается в «Самогонном озере» и «Театральном романе». В «Мастере и Маргарите» именно Аннушка разливает подсолнечное масло и тем самым лишает жизни Берлиоза. Некоторые её свойства писатель передал другим персонажам — например, Аннушкино бельмо впоследствии обнаруживается у Азазелло, а склонность к битью посуды — у Бетси из «Багрового острова».
Образ общественника Егора Нилушкина, совершающего регулярный обход квартир, также имеет продолжение в творчестве Булгакова. Этот персонаж «по своей психологической сущности» близок к Швондеру и Шарикову («Собачье сердце»).
Владимир Лакшин считает, что между бытовыми обстоятельствами жизни писателя, долгое время не имевшего собственного угла, и развиваемой им в раннем творчестве темой жилплощади существует очевидная связь.